# РТ-2 Топол М
РТ-2УТТХ Топол М е сред най-съвременните междуконтинентални балистични ракети, конструирани от Русия и първата нова МКБР след разпадането на СССР.
РТ от означението на ракетата означава „ракета твердотопливная“ (твърдогоривна ракета), а УТТХ означава „улучшенные тактико-технические характеристики“ (подобрени тактико-технически характеристики). Наименованието ѝ в НАТО е SS-27. „Топол“ означава топола на руски език.
Разработена е основно от Московския институт по топлотехника и конструирана във Воткинския завод. Първият полет на ракетата е извършен на 20 декември 1994 г.

## Разработка и характеристики
Има дължина 22,7 m, диаметър 1,86 m и тегло при изстрелване 47 200 kg. Това включва и масата на полезния товар, която се равнява на около 1000 ~ 1200 kg. Може да носи бойна глава с 550 kT заряд, като може да се модифицира, за да носи до 12 бойни глави, от които някои лъжливи. Обсегът ѝ се изчислява на около 11 000 km. Има 3-степенен твърдогоривен двигател с инерциален автономен контрол на полета.
Разработването започва в края на 1980-те години. „Топол М“ извършва първия си полет през 1994 г. През 1997 г. ракети „Топол М“ са разположени в модифицирани силози на ракети УР-100Н. Първата операция по разполагане на ракетите в силози е през 1998 г. и е последвана от три други такива операции. „Топол М“ може да бъде изстрелвана и от мобилна установка, която може да се придвижва в труднопроходими терени и да изстрелва ракетата от всяка точка от маршрута си.
На 12 декември 2006 г. първите 3 мобилни установки влизат в експлоатация и са позиционирани близо до град Тейково.
Към началото на 2008 г. Русия разполага с 48 ракети в силози и 6 мобилни установки с „Топол М“, като се планира да се разположат още 69 бр. до 2015 г.

## Оператори
- Русия е единственият оператор на РТ-2 Топол М, като те са причислени към стратегическите ракетни войски на Руската федерация. Страната разполага с 65 ракети от този вид.